# Guillermo Subiabre
Guillermo Subiabre (Osorno, 25 februari 1903 – 11 juli 1964) was een Chileens voetballer, die zijn land onder meer vertegenwoordigde op de Olympische Zomerspelen 1928 en het WK voetbal 1930.
Subiabre maakte vooral naam als speler van Colo-Colo. Zijn bijnaam luidde El Chato. Hij speelde veertien interlands voor het Chileens voetbalelftal en maakte vier doelpunten in drie duels bij het allereerste WK voetbal in Uruguay. Hij overleed op 61-jarige leeftijd.